# 烏維納斯

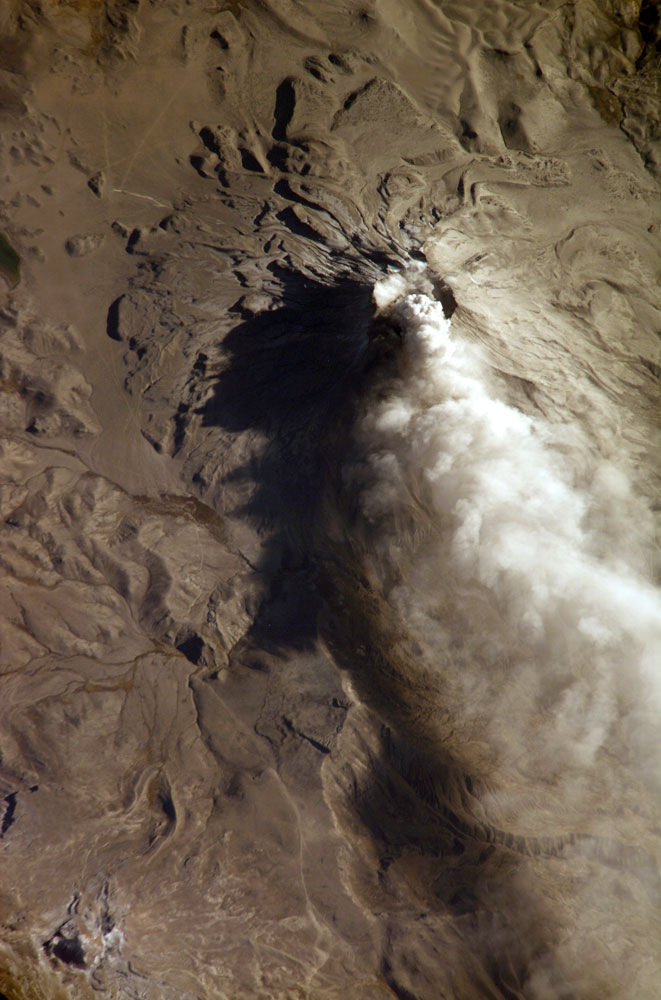
Ash cloud from Ubinas, viewed from the ISS, 14 August 2006

烏維納斯是秘魯西南部莫克瓜大區的活火山，海拔5,672米，這座層狀火山在2006年爆發前的900年沒有火山活動，而最後一次爆發在2009年3月。2006年4月22日，烏維納斯火山爆發，翌日秘魯頒佈鄰近城鎮進入緊急狀態。

## 外部連結
- NASA Earth Observatory page （页面存档备份，存于）